# Plexaura hartmeyeri
Plexaura hartmeyeri is een zachte koraalsoort uit de familie Plexauridae. De koraalsoort komt uit het geslacht Plexaura. Plexaura hartmeyeri werd in 1921 voor het eerst wetenschappelijk beschreven door Moser. 